# 威廉·华兹华斯
威廉·華茲渥斯（英語：William Wordsworth，1770年4月7日—1850年4月23日），英国浪漫主义诗人，也是湖畔詩人的代表人物，曾當上桂冠诗人。其代表作有与塞缪尔·泰勒·柯勒律治合著的《抒情歌谣集》、长诗《序曲》（Prelude）、《漫游》（Excursion）。

## 早年
華茲華斯在位於英格蘭西北部的湖區小鎮科克茅斯出生，父母為約翰·華茲華斯（John Wordsworth，1783年去世）和安·庫克森（Ann Cookson），华兹华斯故居（Wordsworth House）至今仍保留在當地。他的妹妹多蘿西·華茲華斯在次年出生，此外他還有一個哥哥理查德（成為律師）、一個弟弟約翰（小於多蘿西，做了Earl of Abergavenny號的船長，但在1805年沉船而亡）和最小的弟弟克里斯托佛（進入教會工作，後來成為劍橋大學三一學院院長）。
他的家境不錯，其父約翰是第一代朗斯代爾伯爵詹姆斯·勞瑟的律師。但由於工作關係，約翰經常出差，所以和孩子們的關係並不親密。但約翰鼓勵過威廉大量閱讀，他的藏書也對拓展威廉的事業有很大幫助。威廉有時會被送到外祖父母及舅舅位於彭里斯的家中寄宿，但他和這些長輩的關係非常糟糕，甚至一度因此想要自殺。
華茲華曾在科克茅斯及彭里斯的兩所學校讀書，他在彭里斯遇到了未來的妻子瑪麗·哈欽森。他的母親在他八歲的時候去世，之後他那當律師的父親，就把他送到附近的小鎮霍克斯黑德的霍克斯黑德語法學校（Hawkshead Grammar School）讀書。
1787年華茲華斯在《歐洲雜誌》（The European Magazine）上發表了一首十四行詩，此即他的處女作。同年他考入了劍橋大學的聖約翰學院，1791年獲文學學士學位。在劍橋的頭兩年他還會在夏季返回霍克斯黑德的鄉間漫步，1790年則前往歐洲，周遊法國、瑞士和意大利。
華茲華斯的父親在一個貴族的手下工作，後來去世，貴族的後人支付了華茲華斯一批遺產，在他的父親死後，華茲華斯由叔叔監護。他的童年經歷影響對他影響甚深，和兄弟姐妹的生離、和父母的死別，都成為他作品中不斷出現的主題。

## 家庭

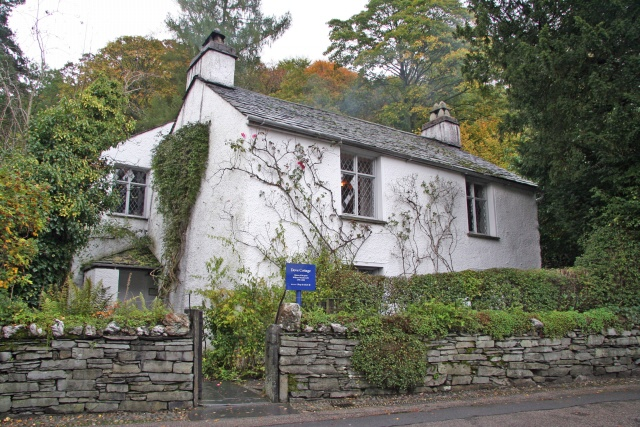
格拉斯米爾的Dove Cottage，華茲華斯和妹妹在1799–1808年間居住於此，托馬斯·德·昆西在1809–1820年間居住於此。

1791年11月，他前往爆發了大革命的法國，在那裡愛上了一名叫做安妮特·瓦隆（Annette Vallon）的法國女子，1792年安妮特為他誕下一女卡羅琳（Caroline）。但由於經濟問題和緊張的英法關係，他在次年返回英國。二人並未結婚。
亚眠和约簽訂後，華茲華斯在1802年和多蘿西前往加萊去見安妮特和卡羅琳，告知對方他將和自己的青梅竹馬瑪麗·哈欽森（Mary Hutchinson）結婚。他寫下了十四行詩《这是一个美丽的傍晚》（It is a beauteous evening, calm and free） ，紀念他和九歲的卡羅琳的海邊散步，但此後他再未見她一面。卡羅琳在1816年結婚，華茲華斯為她設了一筆30鎊的年金，一直支付至1835年，之後又給了一筆錢了事。
他和瑪麗生有五個孩子，即約翰、多拉、托馬斯、凱瑟琳和威廉。

## 去世

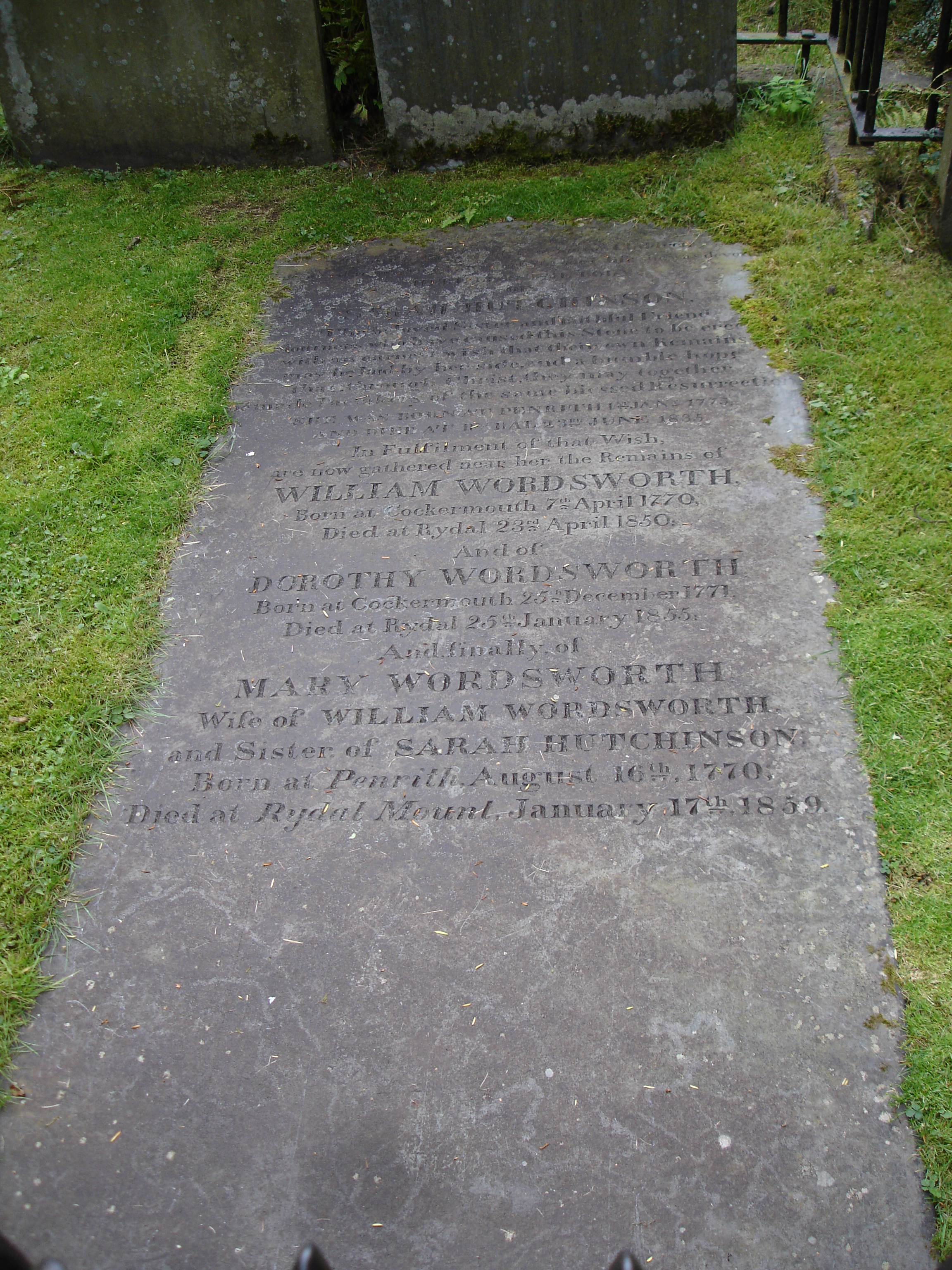
墓碑

華茲華斯在1850年4月23日因胸膜炎逝世，死後葬在坎布里亞郡湖区格拉斯米尔村圣奥斯瓦尔德教堂的墓地里。他的遺孀瑪麗將他的自傳《序曲或一位诗人心灵的成长》（The Prelude or, Growth of a Poet's Mind; An Autobiographical Poem）付梓。

## 外部連接
- Internet archive of Volume 1 of Christopher Wordsworth's 1851 biography
- Internet archive of Volume 2 of Christopher Wordsworth's 1851 biography
- 威廉·华兹华斯的作品  - 古騰堡計劃
- 互联网档案馆中威廉·华兹华斯的作品或与之相关的作品
- 來自威廉·华兹华斯的LibriVox公共領域有聲讀物
- William Wordsworth Collection. General Collection, Beinecke Rare Book andManuscript Library, Yale University.